# ヴァルキリエン (支援艦)
ヴァルキリエン（KNM Valkyrien, A535） は、ノルウェー海軍の支援艦。海軍艦艇への補給、工作、曳航など全般的な支援を任務としている。

## 概要
ヴァルキリエンは、民間のプラットフォーム補給船として1981年に建造された。1994年にノルウェー海軍が購入し、1994年2月4日に就役した。船体は強化されたICE-C級の耐氷構造となっており、曳船としての能力を持つ。排水量3,000トンで最大16.5ノットを発揮する。船体後部が作業甲板となっており、貨物コンテナなどを搭載することが出来る。
民間船だった頃は11名で運航されていたが、ノルウェー海軍では20名から25名程度の乗組員で運用されている。

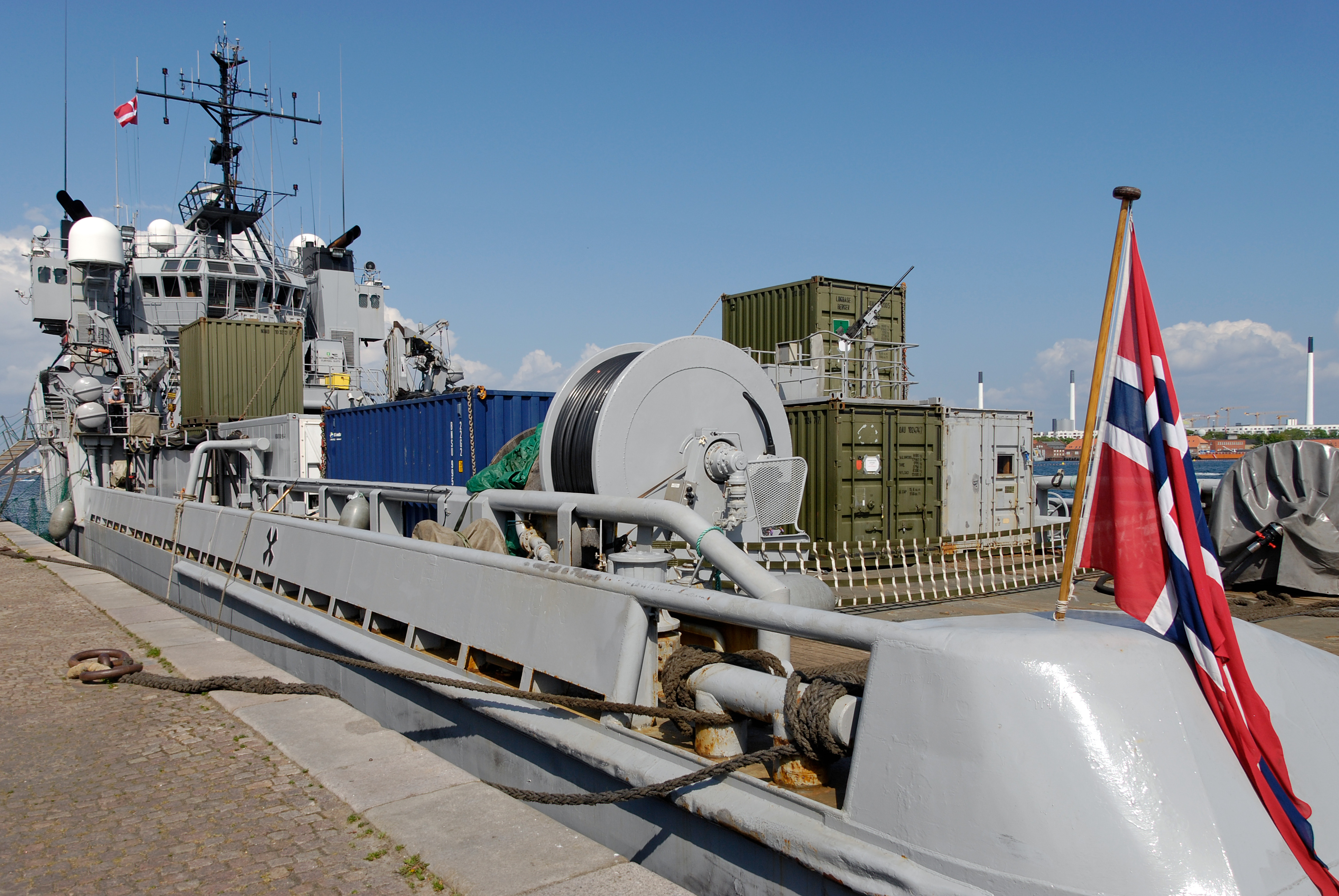
ヴァルキリエン（KNM Valkyrien, A535）